# Jean-Pierre Pincemin

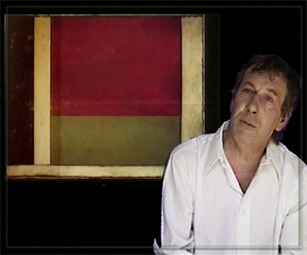
Jean-Pierre Pincemin, 1995

Jean-Pierre Pincemin (* 7. April 1944 in Paris; † 17. Mai 2005 in Arcueil) war ein französischer Maler und Bildhauer.

## Leben
Im Alter von 23 Jahren begann Pincemin mit der Malerei und gab seinen erlernten Beruf als Dreher auf. Zunächst experimentierte er auf der Leinwand mit Abdrücken, Einfärbungen, Falten und Ausschnitten.
Im Jahre 1968 fand seine erste Ausstellung statt. In dieser Zeit beteiligte er sich zusammen mit anderen Künstlern der Gruppe Supports/Surfaces an einer Diskussion über Bedingungen und Status der Malerei. Im Anschluss reflektierte er über Farbe und Organisation von Farboberflächen in Schachbrettern und Streifen.
Gegen Ende der 1980er Jahre orientierte er sich in Richtung der gegenständlichen Malerei, wobei er sich weiterhin mit Farbharmonien und Kontrasten beschäftigte.
Für Jean-Pierre Pincemin ist die Kunst ein Synonym für Experimentieren und Erfinden. Dieser Grundsatz ist für ihn die Grundlage für ein herausragendes Einzelwerk. Dieser Grundsatz lässt durchaus das Bedürfnis zu, sich in eine Malereitradition einzureihen.